# And Then There Was Silence
«And Then There Was Silence» es un sencillo del grupo de heavy metal alemán Blind Guardian, basado en el poema de la Ilíada de Homero, que vio la luz en 2001. También es una canción en el álbum A Night at the Opera.

## Lista de canciones
1. «And Then There Was Silence» – 14:07
2. «Harvest of Sorrow» – 3:39
3. «Born in a Mourning Hall» (Pista multimedia) – 5:17

## Temática
La canción en sí es una descripción del poema de Homero, la Ilíada, narrando algunos de los hechos ocurridos en la guerra de Troya y mencionando a ciertos de los personajes como Casandra. Pero la mayor parte es más bien subjetiva, haciendo referencias por ejemplo a la entrada de Helena en Troya.
A la grabación de este tema de 14 minutos le dedican nada menos que 128 pistas para dar cabida a las toneladas de coros y arreglos que lleva consigo.[cita requerida]

## Formación
- Hansi Kürsch – Vocales
- André Olbrich – Guitarra solista, rítmica y acústica.
- Marcus Siepen – Guitarra rítmica
- Thomas "Thomen" Stauch – Batería y percusión

## Posicionamiento en listas
| Lista (2001-03)             | Mejor posición |
| --------------------------- | -------------- |
| Alemania (Media Control AG) | 41             |
| España (AFYVE)              | 1              |
| Suecia (Sverigetopplistan)  | 41             |